# Caroline Corr
Caroline Georgina Corr  (Dundalk, 17 maart 1973) is een Ierse drummer bij The Corrs. Naast de drums bespeelt ze de bodhrán (Ierse trommel), tamboerijn, piano/keyboards en enkele andere percussie-instrumenten. Verder neemt ze samen met haar oudere zus Sharon de achtergrondzangpartijen voor haar rekening.
In 2004 brachten The Corrs na vier jaar weer een studioalbum uit: Borrowed Heaven. Wegens zwangerschap moest Caroline Corr een deel van de tournee ter promotie van Borrowed Heaven missen. Tijdens het eerste gedeelte speelde ze alle instrumenten behalve de drums en werden haar drumtaken overgenomen door drummer Jason Duffy (broer van Keith Duffy, bassist van The Corrs).